# Reevesia orbicularifolia
Reevesia orbicularifolia är en malvaväxtart som beskrevs av Hsue. Reevesia orbicularifolia ingår i släktet Reevesia och familjen malvaväxter. Inga underarter finns listade i Catalogue of Life.